# A Broadway Cowboy
A Broadway Cowboy er en amerikansk stumfilm fra 1920 af Joseph Franz.

## Medvirkende
- William Desmond som Burke Randolph
- Betty Francisco som Betty Jordan
- Thomas Delmar som Pat McGann
- J. P. Lockney
- Paddy McGuire
- Clark Comstock som Sim
- Evelyn Selbie som Howell